# Anaptygus
Anaptygus is een geslacht van rechtvleugeligen uit de familie veldsprinkhanen (Acrididae). De wetenschappelijke naam van dit geslacht is voor het eerst geldig gepubliceerd in 1951 door Mishchenko.

## Soorten
Het geslacht Anaptygus omvat de volgende soorten:
- Anaptygus longipennis Mao & Xu, 2004
- Anaptygus qinghaiensis Yin, 1984
- Anaptygus rectus Ragge, 1954
- Anaptygus uvarovi Chang, 1937
- Anaptygus yulongensis Wang, Zheng & Lian, 2005